# Baiyankamys
Genre
Répartition géographique
Baiyankamys est un genre de rongeurs de la sous-famille des Murinés de Nouvelle-Guinée. Ce genre était considéré comme synonyme de Hydromys jusqu'à Helgen, 2005.

## Liste des espèces
Ce genre comprend les espèces suivantes :
- Baiyankamys shawmayeri Hinton, 1943
- Baiyankamys habbema (Tate & Archbold, 1941)

## Référence
- Hinton, 1943 : Preliminary diagnosis of five new murine rodents from New Guinea. Annals and. Magazine of Natural History, ser. 11-10 pp 552-557.
- Helgen, 2005 : The amphibious murines of New Guinea (Rodentia, Muridae): the generic status of Baiyankamys and description of a new species of Hydromys. Zootaxa 913 pp 1-20.